# Oscar Lemmers
Oscar Lemmers (9 september 1972) is een Nederlandse schaker. In 2000 werd hem door de FIDE de titel Internationaal Meester (IM) toegekend. Lemmers studeerde wiskunde in Nijmegen, waarna hij in Amsterdam promoveerde in de complexe analyse. 
In 1994 speelde hij mee in het open NK te Dieren en eindigde hij met 7 uit 9 als eerste.
In 2001 won hij het 52e ESGOO-snelschaaktoernooi te Enschede. Frank Kroeze eindigde op de derde plaats. Lemmers won dit toernooi voor de vijfde keer, waarmee hij de wisselbeker won.
In maart 2005 behaalde Lemmers zijn eerste grootmeesterresultaat door een score van 8,5 uit 11 in de Belgische competitie.

Hij speelde van 26 t/m 29 mei 2005 mee in de A-groep van de Solinger Schachwoche welk toernooi met 6 punten uit 7 ronden gewonnen werd door de Oekraïense grootmeester Aleksandar Berelovitsj. Karel van der Weide werd tweede met 5,5 punt terwijl Lemmers met 4,5 punt op een gedeelde zevende plaats eindigde. 
Lemmers is werkzaam bij het Centraal Bureau voor de Statistiek.